# El déja Q
"El déjà Q" (títol original en anglès "Deja Q") és el tretzè episodi de la tercera temporada de la sèrie de televisió de ciència-ficció estatunidenca Star Trek: La nova generació, i el 61è de tota la sèrie, que es va emetre originalment el 5 de febrer de 1990, en redifusió als Estats Units. Fou dirigit per Les Landau amb guió de Richard Domus.
Ambientada al segle XXIV, la sèrie segueix les aventures de la tripulació de la nau de la Flota Estel·lar de la Federació Enterprise-D sota el comandament del capità Jean-Luc Picard. En aquest episodi, la tripulació de la nau lluita per evitar que una lluna caigui de l'òrbita, la seva situació es complica encara més per la visita d'una poderosa némesi anomenada "Q" (John de Lancie), qui els ha informat de Lancie (Q (Star Trek)|Q]) qui els informa que ha estat despullat de tots els seus poders i ha de viure una vida mortal.
L'episodi destaca per la seva comèdia i l'exploració de la humanitat i la moral.

## Argument
La nau estel·lar Enterprise arriba al planeta Bre'el IV, la lluna del qual baixa de la seva òrbita i amenaça d'estavellar-se al món molt poblat de sota. Mentre la tripulació s'esforça per trobar una solució, Q apareix de sobte al pont nu. Explica que ha vingut a l' Enterprise buscant asil, ja que ha estat desposseït dels seus poders i desterrat de la seva dimensió domèstica, el Q Continuum, com a càstig per les seves caòtiques travessias. El capità Picard és escèptic amb la història d'en Q, però de mala gana li permet pujar a la nau.
Picard insta a Q a utilitzar els seus poders per tornar la lluna a la seva òrbita adequada. Q insisteix que és impotent, però ofereix el seu ampli intel·lecte i experiència per ajudar la tripulació. Picard està d'acord i assigna al tinent Data per supervisar-lo. Q suggereix de manera desenfrenada alterar la constant gravitatòria de l'univers, inspirant l'enginyer en cap La Forge a intentar un efecte similar embolicant la lluna en un camp de curvatura de baix nivell per arrossegar la lluna al seu lloc.
Mentrestant, Q lluita per adaptar-se a la seva nova humanitat, experimentant fatiga, gana i altres condicions humanes. Data li diu a Q que, com a androide, aspira a tenir les experiències humanes que Q ara ressentia. Q és atacat pel Calamarain, una espècie exòtica gasosa que una vegada va turmentar; i Picard dedueix que Q va buscar refugi a l' Enterprise per protegir-se de les innombrables criatures que ha maltractat. Quan els escuts de l' Enterprise són baixats per a una prova del procediment de Geordi, el Calamarain ataca de nou, i Data gairebé s'electrocuta defensant Q del seu assalt. En adonar-se que la seva presència a l' Enterprise està causant més mal que bé, Q abandona la nau en una llançadora, amb la intenció de sacrificar-se per allunyar el Calamarain.
Quan el Calamarain s'apropa a la llançadora, apareix un segon ésser Q i li informa a Q que a causa del seu acte desinteressat, el Continuum està disposat a restaurar els seus poders. Q accepta i sotmet el Calamarain, però els deixa anar després que se li recordi que reflexioni sobre les lliçons que ha après. Després torna a l' Enterprise per fer un regal de comiat a Data: uns moments de riure.
En assabentar-se que la lluna de Bre'el ha estat retornada a l'òrbita de manera segura, Picard conjectura que Q va ser el responsable i pensa que l'ésser omnipotent pot tenir un residu d'humanitat després de tot. Tanmateix, la veu de Q li recorda: "No hi apostis".

## Repartiment i doblatge al català
La sèrie va ser doblada al català pels estudis Tramontana (primera part) i Soundtrack (segona part) i emesa a TV3 l’any 1991. Els dobladors de l'episodi foren:
| Personatge      | Actor/actriu    | Veu en català            |
| --------------- | --------------- | ------------------------ |
| Jean-Luc Picard | Patrick Stewart | Joan Crosas              |
| William Riker   | Jonathan Frakes | Antoni Forteza           |
| Data            | Brent Spinner   | Joaquim Sota             |
| Geordi La Forge | LeVar Burton    | Aleix Estadella          |
| Worf            | Michael Dorn    | Enric Arquimbau          |
| Beverly Crusher | Gates McFadden  | Aurora Garcia            |
| Deanna Troi     | Marina Sirtis   | Victòria Pagès           |
| Wesley Crusher  | Will Wheaton    | Roger Pera               |
| Guinan          | Whoopi Goldberg | Montserrat Garcia Sagués |
| Q               | John de Lancie  | Adrià Frias              |
| L'altre Q       | Corbin Bernsen  | Jordi Hurtado            |
| Kyril Finn      | Richard Cox     | Abel Folk                |
| Dr. Garin       | Richard Cansino | Manel Català             |
| Científica      | Betty Muramoto  | Marta Padovan            |

## Recepció
El 2012, Forbes va assenyalar aquest episodi com un dels deu capítols alternatius de la selecció d'episodis de Star Trek: La nova generació. L'assenyalen com un excel·lent episodi sobre Q amb una bona actuació de l'actor John De Lancie.
Gizmodo va classificar "El déjà Q" com el 87è de 100 dels millors de tots els més de 700 episodis de televisió de Star Trek del 2014. El 2019, Mike Bloom escrivint per a The Hollywood Reporter va incloure "El déja Q" entre els vint-i-cinc millors episodis de la sèrie. Expliquen que aquest és un dels millors episodis amb Q, elogiant la seva relació amb Data com a "deliciosa" anomenant-los "companys de classe en la condició humana", i finalment assenyalar que aquest episodi és l'origen del famós mem d'internet facepalm. Això també ho va assenyalar CNET.
El 2019, Screen Rant va classificar "El déjà Q" com un dels deu millors episodis de Star Trek: La nova generació, qualificant-lo de divertit, assenyalant com Q s'ha de "reconciliar amb la seva nova mortalitat", i que acaba amb un final emocionant. That same year, they ranked "Deja Q" the ninth-funniest episode.
La revista Variety va destacar el paper d'estrella convidada de l'actor Corbin Bernsen com un altre alienígena de Star Trek Q, també conegut pel seu paper a la sèrie de televisió estatunidenca L.A. Law.
El 2020, CBR va dir que aquest era el quart millor episodi amb Q, i va assenyalar una puntuació IMDb de 8,6/10 en aquell moment.. Van elogiar l'episodi per explorar què significa ser humà, escenes còmiques i tenir pietat.
Keith R.A. DeCandido va qualificar l'episodi el 2011 a tor.com com un molt bon episodi de Star Trek: La nova generació. La mera presència de Q és un punt a favor. És extremadament divertit i també un bon estudi d'una persona que ho ha perdut tot.

## Llançaments
L'episodi es va publicar amb la caixa del DVD de la tercera temporada de Star Trek: La nova generació, llançat als Estats Units el 2 de juliol de 2002. Tenia 26 episodis de la temporada 3 en set discos, amb una pista d'àudio Dolby Digital 5.1. Va ser llançat en Blu-ray d'alta definició als Estats Units el 30 d'abril de 2013.
Aquest episodi es va publicar a la col·lecció "Q Continuum" de LaserDisc. La col·lecció va ser llançada el 30 de juliol de 1997 i va ser publicada per Paramount Home Video; es va vendre al detall per 100 USD. El conjunt incloïa "Trobada a Farpoint", "El joc d'en Q", "Què Q?" i "El déja Q" en discos òptics de 12 polzades en format NTSC amb una durada total de 230 minuts. La col·lecció es presentava amb una jaqueta Tri-Fold que també incloïa una carta de l'actor Jon De Lancie.
L'episodi va ser llançat al Japó a LaserDisc el 5 de juliol de 1996, al conjunt de mitja temporada Log. 5: Third Season Part.1 per CIC Video. Aquest incloïa episodis fins a "Una qüestió de perspectiva" en discos òptics de doble cara de 12 polzades. El vídeo estava en format NTSC amb pistes d'àudio tant en anglès com en japonès.